# Laboratoire des matériaux avancés
Le Laboratoire des matériaux avancés (LMA) créé en 1972, est une plateforme nationale CNRS de l'Institut de Physique des 2 Infinis de Lyon spécialisée dans le dépôt de couches minces, notamment par la technique d'IBS (en), ainsi que dans leurs caractérisations optiques.
Ancien service de l'Institut de Physique des 2 Infinis de Lyon, le laboratoire a pris son autonomie en tant qu'unité de service et de recherche (USR) lors de la mise en place du projet Observatoire européen gravitationnel (EGO) et de la rénovation en 1988 du bâtiment Virgo (ancien accélérateur de particules) qui l'abrite. Ce bâtiment porte le même nom que l'interféromètre Virgo pour la détection des ondes gravitationnelles. En janvier 2019, il ré-intègre l'Institut de Physique des 2 Infinis de Lyon comme plateforme. Ce laboratoire est situé à la Doua à Villeurbanne.
Le laboratoire est impliqué dans la collaboration LIGO-Virgo dont les principaux chercheurs et ingénieurs de recherches sont co-signataires de la première détection d'ondes gravitationnelles GW150914. Les principaux miroirs de ces interféromètres ont été réalisés par le LMA.
Le laboratoire est membre de Labex LIO et est l'une des sept unités de recherche qui forment la Fédération de recherche André-Marie-Ampère.

## Histoire du laboratoire
- Premier jeu de miroir pour l'interféromètre de VIRGO en 2002.[pas clair]